# Terellia uncinata
Terellia uncinata
 es una especie de insecto del género Terellia de la familia Tephritidae del orden Diptera. Está mosca es considerada una peste que afecta a los cultivos.
White la describió científicamente por primera vez en el año 1989.